# 甲冑着用禁止法

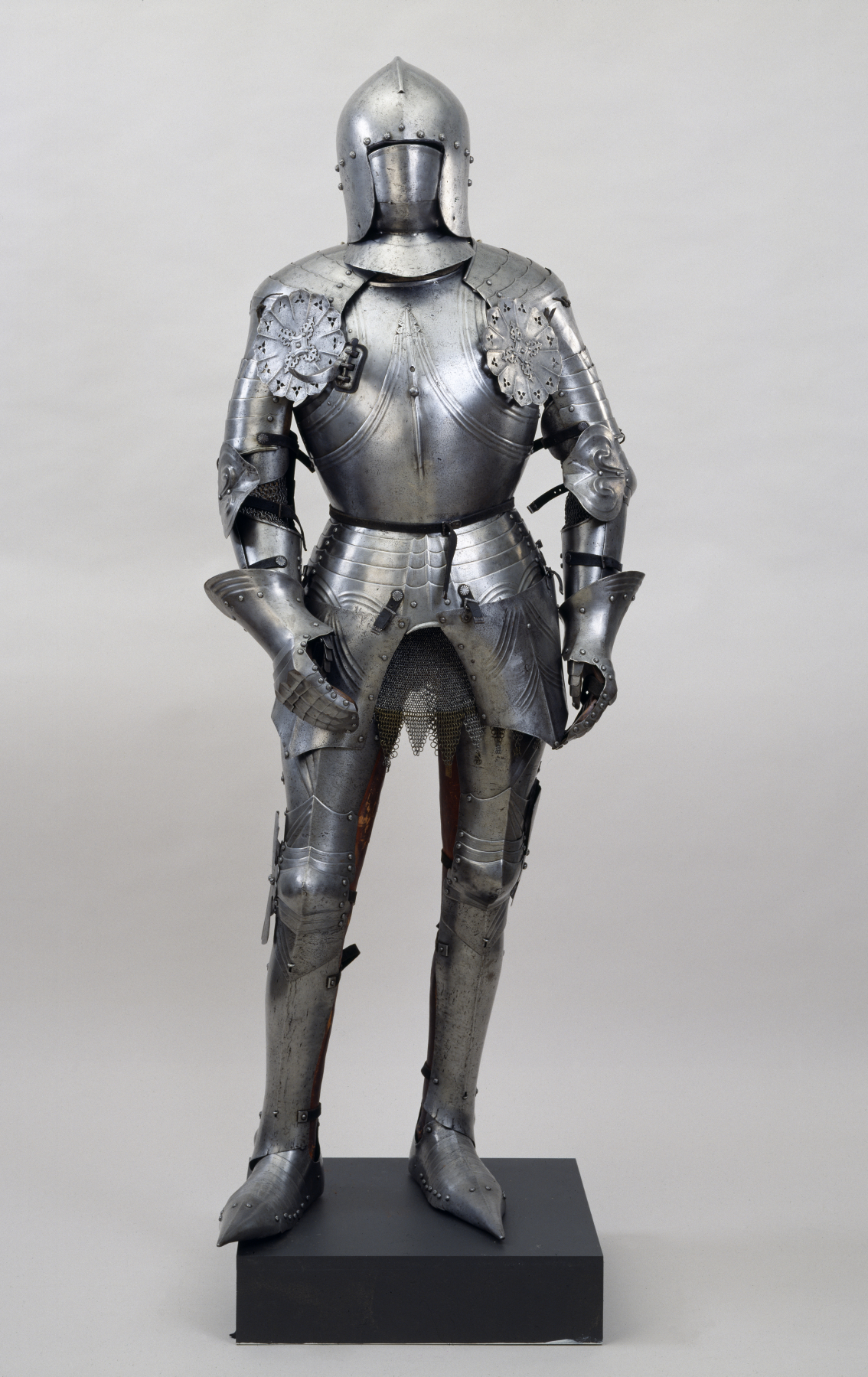
議会での着用が認められていない甲冑の例

甲冑着用禁止法（かっちゅうちゃくようきんしほう、英語: Statute forbidding Bearing of Armour）または1313年議会武装出席法（1313ねんぎかいぶそうしゅっせきほう、英語: Coming Armed to Parliament Act 1313）は、1313年にエドワード2世の治世の下、制定されたイングランド王国の法である。法の内容としては「イングランドの議会には何人も甲冑（プレートアーマー）を着ず、一切の武装もせず出席しなければならない」というもの。
この法が制定された時期、イングランドは1311年の法令の宣言によって政治的混乱が頂点に達していた。身分は低かったがエドワード2世から寵愛されていたコーンウォール伯ギャヴィストンは貴族から特に嫌われており、1308年4月に開かれた議会で貴族は武装して出席し、国王にギャヴィストンを追放するよう迫っていた。
一度追放されたギャヴィストンが1309年に追放先のアイルランド島から戻ってくると、ギャヴィストンは上級貴族を「バーストベリー（英語: Burstbelly、太っちょ）」や「ホアソン（英語: Whoreson、尻軽息子）」と呼んで侮辱し、貴族を激昂させた。貴族は1309年10月と1310年2月に召集された議会をギャヴィストンの存在を理由に欠席した。これに国王はギャヴィストンをロンドンから追放する代わりに、議会へ丸腰で来ることを命じた。しかし、貴族は従士を伴ってロンドン郊外に陣を敷き、国王の命令に反して完全武装で現れた。この議会の結果、1年後に貴族評議会が設立され、そしてこの法律が制定されることとなる。なお、1312年9月の議会にはランカスター伯トマス、ウォリック伯ガイ・ド・ビーチャムそしてヘレフォード伯ハンフリー・ド・フーンも武装して議会に出席した。
1313年に制定されたこの法は武力で議会に圧力をかけようとする貴族を抑制する中で1308年10月、1310年2月、1311年10月、1312年8月に続いて5回目の試みだった。しかし、この法の制定後もトマスは1316年2月、1318年10月、1319年5月の議会に武装した状態で出席して法に反抗した。1318年6月には国王評議会から武装して議会に出席したことに対してトマスは非難された。
この法は現行法であるが、検察庁は近年でこの法含めた古い法によって誰かが起訴されたことは把握していないと述べた。 ただ、検察庁報道官は「もし、誰かが甲冑を着て議会にやってきたら、警察沙汰になるだろう」とコメントした。